# Ataques aéreos dos Estados Unidos na Somália
Ataques aéreos dos Estados Unidos na Somália ocorrem desde 2007, contexto do contraterrorismo como parte da Guerra ao Terror, com as forças armadas dos Estados Unidos tendo como alvo grupos militantes jihadistas, principalmente a al-Shabaab, na Somália. A intervenção militar estadunidense na Somália utiliza bombardeamentos, incluindo ataques com drones e mísseis lançados de navios de guerra, juntamente com raides e aconselhamento pelas forças especiais estadunidenses. A partir de março de 2017, os ataques aéreos aumentariam drasticamente sob o primeiro governo Trump e passariam a atingir também o Estado Islâmico na Somália.
Até 2020, existiam cerca de 700 soldados estadunidenses presentes na Somália. No entanto, no final daquele ano, o presidente dos Estados Unidos Donald Trump, anuncia que retiraria todas as tropas da Somália até 15 de janeiro de 2021. Em 17 de janeiro de 2021, o Exército dos Estados Unidos anunciou que a redução de tropas havia sido concluída. O treinamento de forças aliadas, os ataques aéreos limitados e as atividades de operações especiais continuaram, no entanto. Em maio de 2022, segundo um porta-voz do governo, o presidente Joe Biden aceitou um pedido do Pentágono para realocar soldados na Somália a fim de combater o grupo terrorista al-Shabaab.

## Contexto
Os Estados Unidos tem um longo histórico de intervenções diretas e indiretas na Somália.
Em 2004, com a ajuda das Nações Unidas, a Somália formou o Governo Federal de Transição. Porém esse governo não conseguiria ganhar força e com o tempo seria sobrepujado pela União dos Tribunais Islâmicos, uma coalizão de forças islamistas.
No início de 2006 os senhores da guerra somalis formam a Aliança para a Restauração da Paz e Contra o Terrorismo em Mogadíscio, cujo objetivo seria combater as milícias islamistas, o que segundo fontes foi financiado pela CIA. Entretanto, em junho de 2006, os militantes islamistas tomam Mogadíscio e outras partes do centro-sul da Somália, derrotando os senhores da guerra.
Diante de tal situação, em 24 de dezembro de 2006, a Etiópia, avaliando uma ameaça à segurança, decide intervir na Somália em apoio ao governo de transição. A intervenção etíope contou com o apoio tácito - além de ajuda em vigilância e inteligência - dos Estados Unidos. Assim, o governo de transição somali consegue recapturar Mogadíscio em 28 de dezembro e dispersar as forças islamistas por todo o país. Por vários meses após o ataque etíope inicial, um intenso combate entre as forças etíopes, do governo de transição e as várias facções da União dos Tribunais Islâmicos prosseguem. Seria durante essa intensa resistência à intervenção etíope que Al-Shabaab surgiria.
Aparentemente aproveitando-se da confusão entre as forças islamistas somalis, os Estados Unidos iniciam diversos bombardeios contra líderes suspeitos da Al-Qaeda.

## Cronologia

### 2007
Em 7 de janeiro uma aeronave AC-130 da Força Aérea dos Estados Unidos operando sob o comando do JSOC alvejou um suposto comboio da al-Qaeda. O ataque matou vários combatentes em potencial, incluindo Fazul Abdullah Mohammed e o especialista em explosivos sudanês Abu Talha al Sudani, conhecido como Tariq Abdullah. O comboio foi rastreado à noite por um drone MQ-1 Predator. Estima-se que cinco a dez militantes foram mortos e quatro a cinco feridos. Uma equipe conjunta dos Estados Unidos e da Etiópia pousou no local do ataque logo depois e confirmou pelo menos oito mortos. De acordo com o Departamento de Defesa dos Estados Unidos, os militantes mortos neste ataque estavam ligados aos  atentados às embaixadas estadunidenses no Quênia e na Tanzânia de 1998.
No dia 9 de janeiro, quatro cidades próximas à Ras Kamboni, no sul do país, foram alvos de um caça AC-130. O ataque, que visava um campo de treinamento e associados da al-Qaeda, deixou de 4 a 31 pessoas mortas. O objetivo pretendido seria Fazul Abdullah Mohammed, alvo de um ataque aéreo anterior. Outro ataque foi relatado perto de Afmadow, no qual 22-31 pessoas foram mortas.
Em 23 de janeiro, às 4:00 da manhã, um caça AC-130 operando de uma base aérea no leste da Etiópia, alvejou a cidade de Waldena na tentativa de matar Ahmed Madobe, comandante da União dos Tribunais Islâmicos e representante de Hassan Turki. Madobe sobreviveu ao ataque aéreo, porém mais tarde seria capturado pelas forças estadunidenses e etíopes que pousaram de helicóptero às 10h00.
Em 1 de junho o USS Chafee disparou uma dezenas de vezes e possivelmente um míssil de cruzeiro no litoral de Bargal, no norte da Somália. Os ataques tinham como alvo militantes jihadistas que aterraram na costa e começaram a atirar contra as forças locais. De 8 a 12 militantes, incluindo alguns combatentes estrangeiros, foram mortos.

### 2008
No dia 3 de março mísseis de cruzeiro foram lançados pelos Estados Unidos na cidade de Dhobley, no sul da Somália, a 6.5 km da fronteira com o Quênia. O ataque tinha como alvo Hassan Turki e Saleh Ali Saleh Nabhan. Na época, Saleh Alii foi objeto de uma recompensa de US $ 25 milhões colocada sobre ele pelo governo dos Estados Unidos.
Em 1 de maio quatro mísseis de cruzeiro lançados por um navio de guerra da Marinha dos Estados Unidos atingiram um complexo em Dhusamareb, no centro da Somália. O ataque matou o líder da al-Shabaab, Aden Hashi Ayro, e vários outros combatentes. Os relatórios sugerem que um AC-130 também estava envolvido na operação. O ataque supostamente fez com que o al-Shabaab proibisse o uso de telefones celulares por seus combatentes.

### 2009

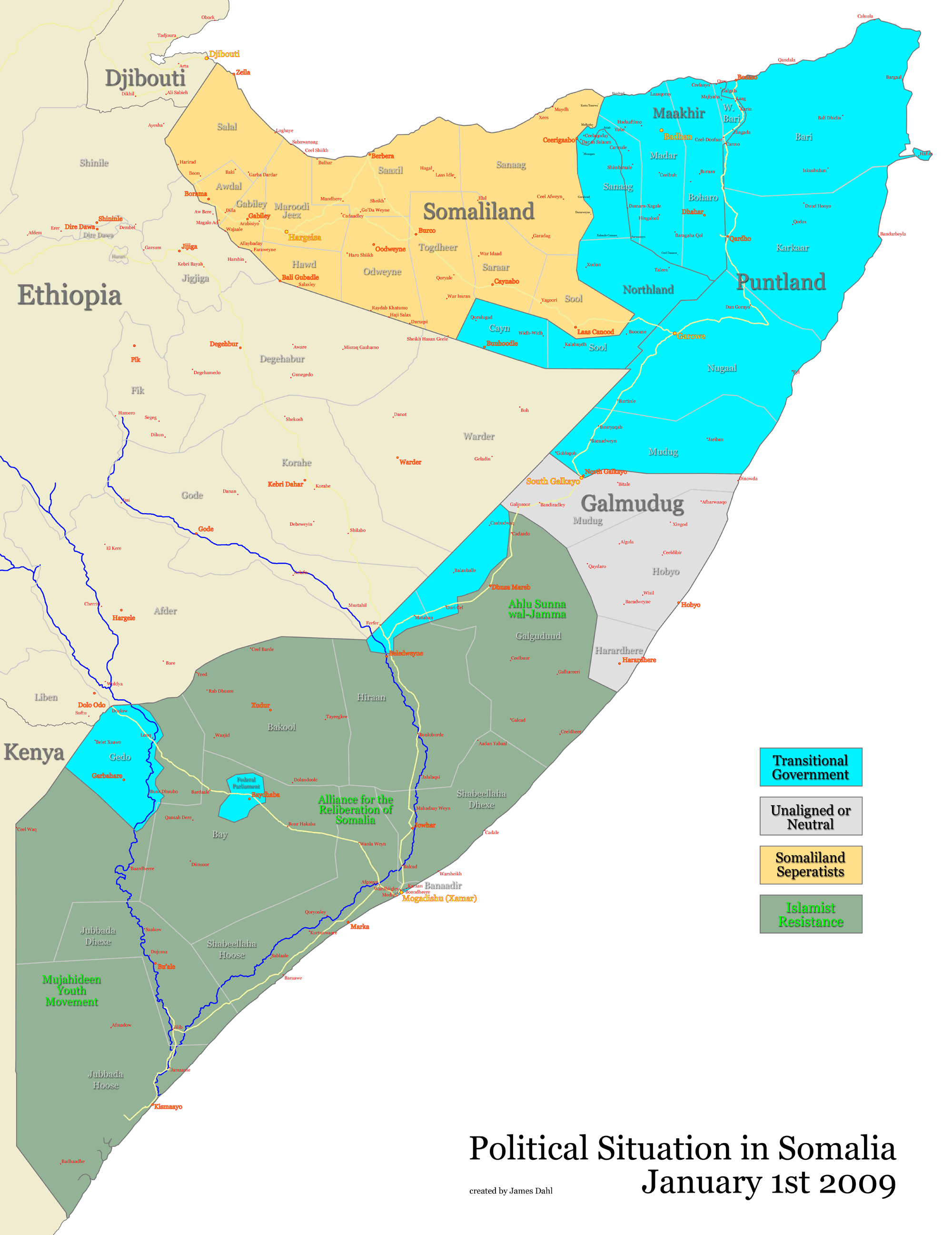
Situação na Somália em 1 de janeiro de 2009. Em verde oliva está o território controlado pelos islamistas

Em 14 de setembro na Operação Celestial Balance, depois de vários ataques de aviões de guerra, comandos estadunidenses lançam um ataque de helicóptero perto da cidade costeira de Barawa, matando Saleh Ali Saleh Nabhan depois que seu comboio foi rastreado enquanto deixava Mogadíscio para participar de um encontro entre militantes islâmicos.

### 2011

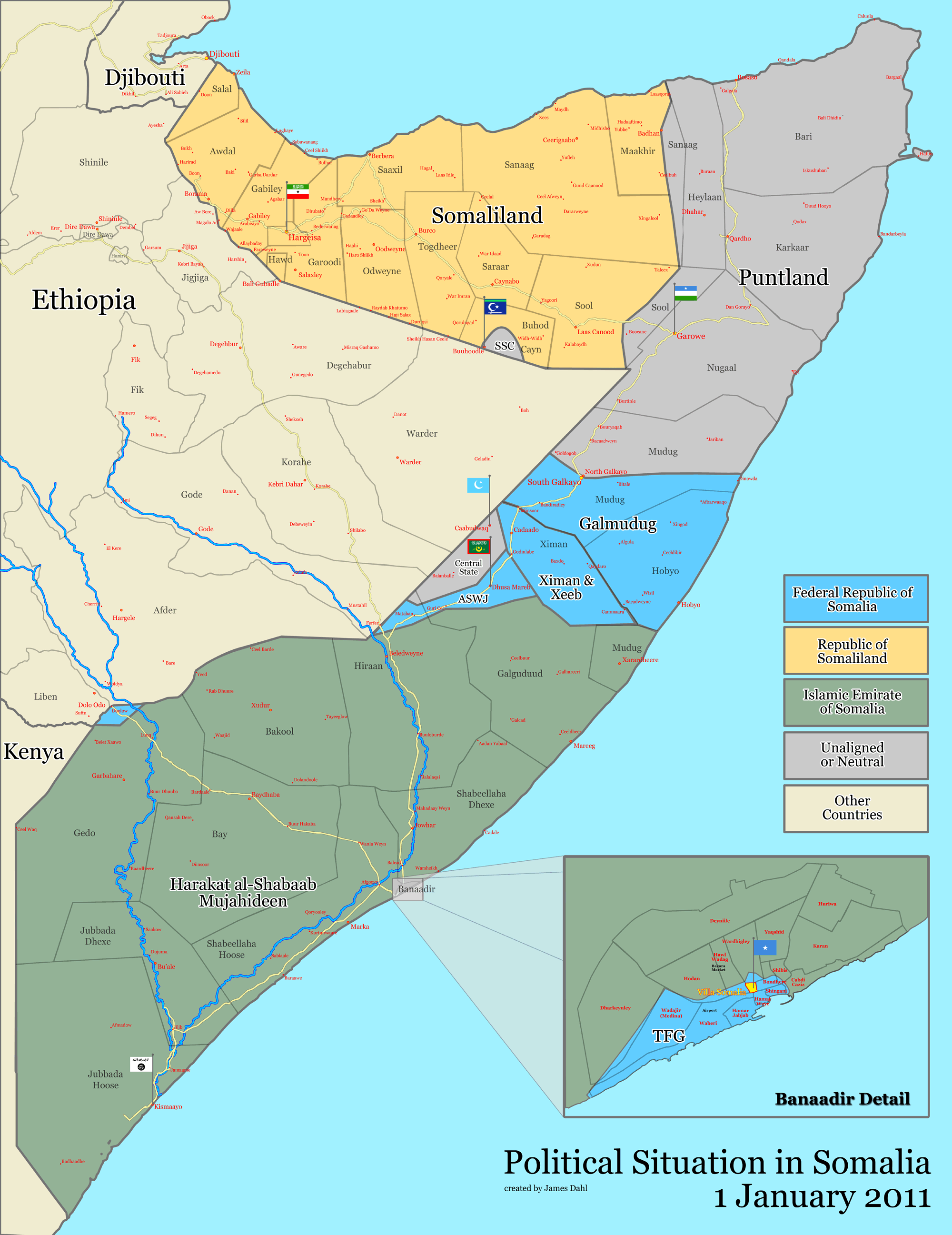
Situação na Somália em 1 de janeiro de 2011. Em verde oliva está o território controlado pelos islamistas

De 3 a 6 de abril, durante os combates em Dhobley entre as forças somalis e militantes da Al-Shabaab, ocorreu um ataque aéreo que matou o comandante da al-Qaeda Jabreel Malik Muhammed. Isso se seguiu a um intervalo de dezoito meses de ataques estadunidenses na área.
No dia 23 de junho, as forças estadunidenses atacaram um campo de treinamento ao sul de Kismayo, o que supostamente resultou na morte do líder sênior da al-Shabaab, Ibrahim al-Afghani. No entanto, Stratfor relatou em agosto que Afghani ainda estava vivo e havia substituído Ahmed Abdi Godane como emir de al-Shabaab. Afghani não apareceu em público desde então.
Dias depois, em 6 de julho, no início da manhã, drones estadunidenses atingiram três campos de treinamento da Al Shabaab em Afmadow.
 
Em 15 de setembro, três explosões ocorrem depois que os residentes de Kismayo relataram aeronaves voando sobre a cidade. Uma aeronave alvejou uma área florestal onde militantes teriam estabelecido um campo de treinamento.
Em 25 de setembro, uma série de ataques de drones têm como alvo um militante do al-Shabaab em Kismayo.
No dia 6 de outubro um ataque com drones tem como alvo os militantes da al-habaab que estavam se retirando para Dolbiyow. Esse ataque matou quatro agricultores somalis.
Dias depois, em 13 de outubro, ocorre outro ataque de drones contra uma base da al-Shabaab perto do vilarejo de Taabta.
Entre os dias 22 e 23 de outubro ocorrem ataques aéreos dos Estados Unidos e da França em Afmadow e em Kismayo.

### 2012

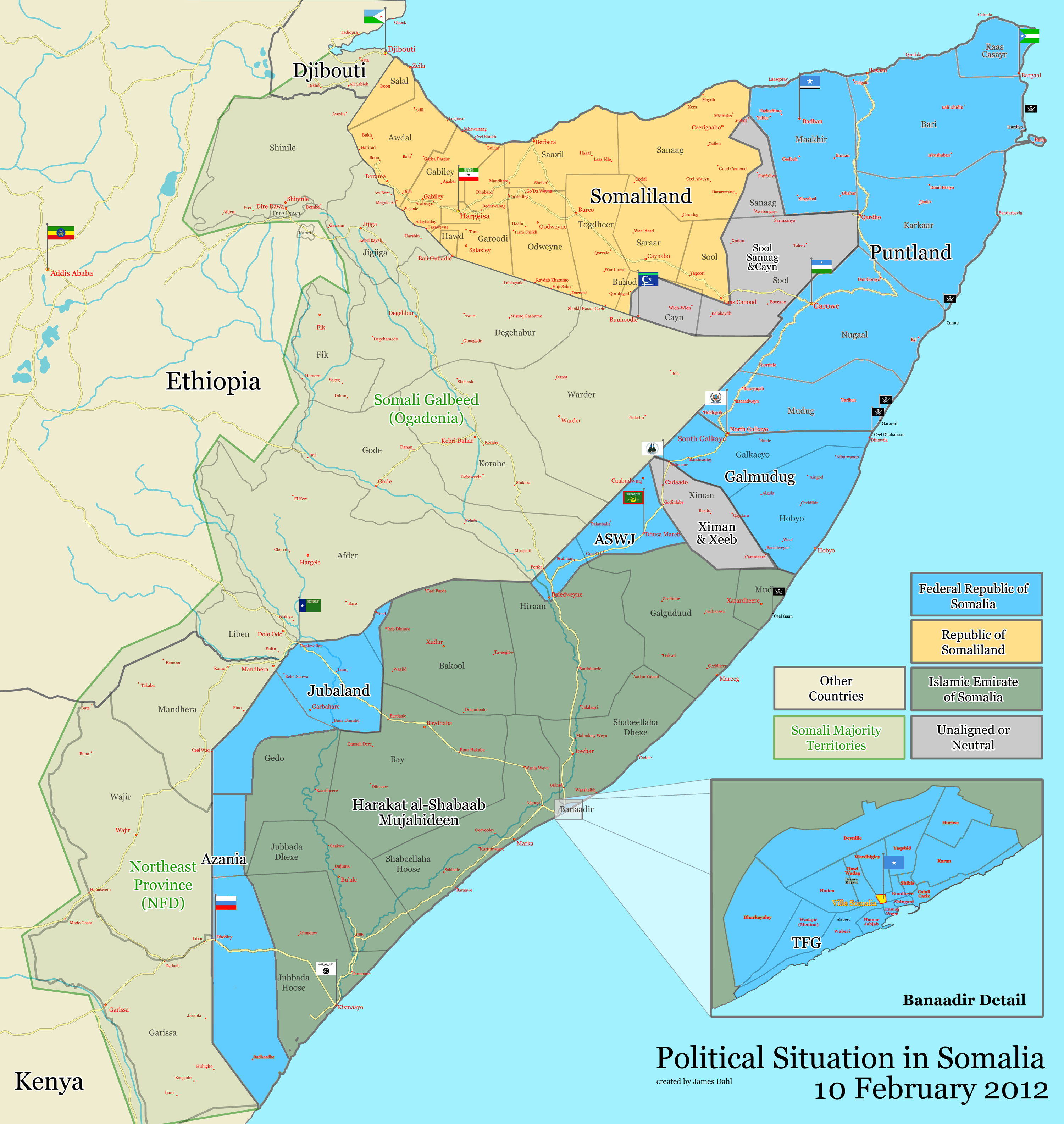
Situação na Somália em fevereiro de 2012. Em verde oliva está o território controlado pelos islamistas

Em 21 de janeiro três mísseis disparados por um drone matam o militante britânico-libanês Bilal al-Berjawi conhecido como Abu Hafsa enquanto ele dirige um carro fora de Mogadíscio.
Em 24 de fevereiro, um ataque de drones estadunidenses visando um veículo que transportava um alto comandante mata sete jihadistas em Shabeellaha Hoose, incluindo um proeminente marroquino e um representante de Bilah al-Berjawi.
No dia 23 de agosto, ataques aéreos estadunidenses são conduzidos na cidade de Qandala.

### 2014
Em 1 de setembro drones e aeronaves convencionais estadunidenses têm como alvo os acampamentos e veículos da al-Shabaab. O líder Ahmed Abdi Godane foi morto no ataque.
No dia 29 de dezembro, um ataque de drones estadunidenses mata o líder sênior da Al-Shabaab conhecido como Abdishakur, o chefe de inteligência do grupo.

### 2015
Em 31 de janeiro entre 45-60 membros da al-Shabaab morreram em um ataque de drones em Lower Shabelle, depois que explosões atingiram um campo de treinamento, uma casa e vários veículos blindados. Foi o ataque estadunidense mais letal na Somália contra islamistas radicais até então.
Em um segundo ataque, o líder sênior da al-Shabaab Yusef Dheeq e um associado são mortos enquanto viajavam em um veículo.
Em 10 de março drones estadunidenses têm como alvo dois campos de treinamento da Al Shabaab.
Dois dias depois, um importante membro da al-Shabaab e suspeito no ataque ao shopping no Quênia, Adan Garaar é morto em ataque de drones que destruiu dois veículos.
Entre 15 a 18 de julho drones atacam em Baardheere.
No dia 22 de novembro um ataque dos Estados Unidos tem como alvo uma base da Al-Shabaab no sul da Somália.
Em 2 de dezembro um importante combatente da Al Shabaab, Abdirahman Sandhere, é morto em um ataque aéreo.
Em 22 de dezembro o líder da Al Shabaab, Abu Ubaidah, é morto em ataque de drones.

### 2016
Em 5 de março, um ataque aéreo maciço dos Estados Unidos envolvendo várias aeronaves, tripuladas e não tripuladas, teve como alvo um campo de treinamento perto da cidade de Raso (distrito de Buloburde), matando cerca de 150 militantes do al-Shabaab. De acordo com oficiais militares estadunidenses, os aviões de guerra atingiram um grande grupo de combatentes enquanto eles se reuniam em preparação para um ataque.
Três dias depois, em 8 de março, um helicóptero estadunidense auxilia as Forças Especiais da Somália que atacaram um alvo do al-Shabaab no sul do país.
No dia 31 do mesmo mês, um ataque de drone atingiu três veículos do al-Shabaab no sul da Somália.
No mês de abril ocorrem vários ataques aéreos dos Estados Unidos contra militantes do al-Shabaab. No principal, em 11 de abril, contra um acampamento do al-Shabaab no sul da Somália, matando 12 militantes.
No dia 27 de maio, o alto dirigente do al-Shabaab, Abdullahi Haji Daud, é morto em ataque de drone.
Em 26 de setembro, as autoridades estadunidenses afirmam que quatro combatentes do al-Shabaab foram mortos por ataques aéreos depois de atacarem uma força conjunta dos Estados Unidos e da Somália perto de Kismayo.
Dois dias depois, em 28 de setembro, aeronaves estadunidenses alvejaram por engano membros da milícia local na região de Puntland, matando pelo menos 22 soldados de Galmudug, bem como alguns combatentes islâmicos. O ataque levou a manifestações em Galkayo, onde os manifestantes queimarem a bandeira dos Estados Unidos.

### 2017

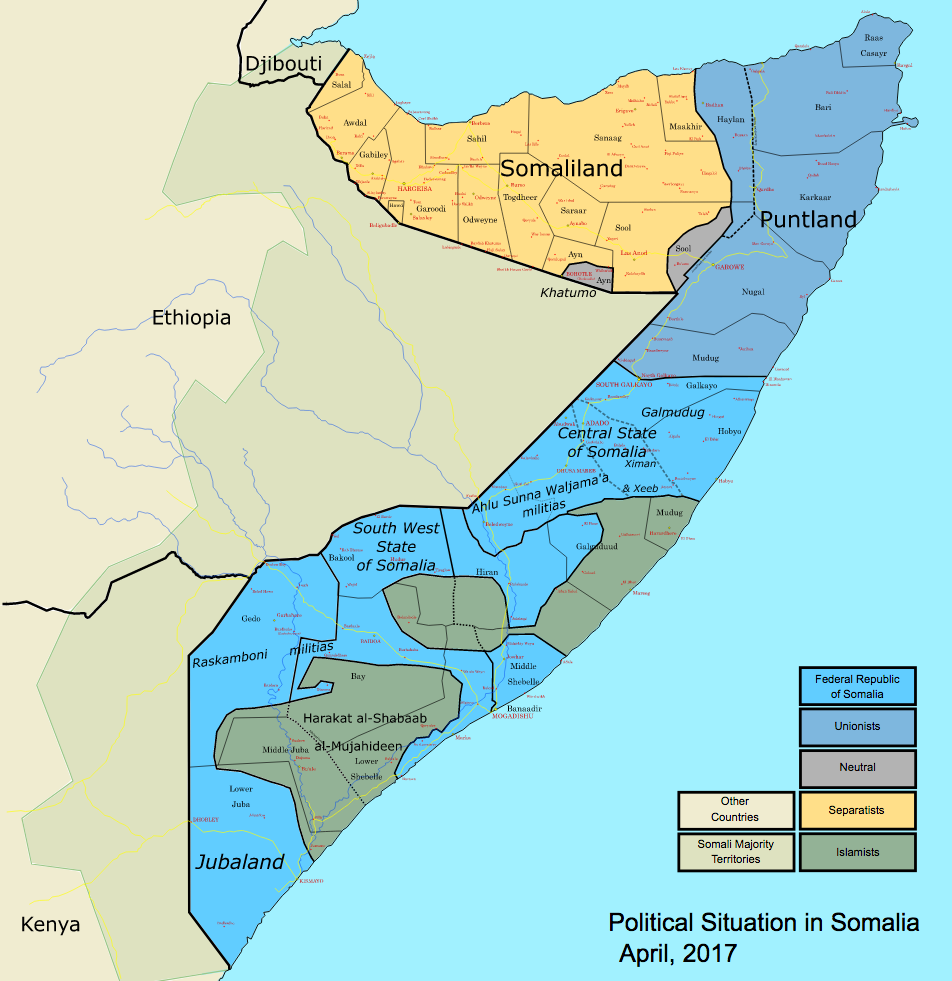
Situação na Somália em abril de 2017. Em verde oliva está o território controlado pelos islamistas

Em 5 de maio, um SEAL da Marinha dos Estados Unidos foi morto e três outros ficaram feridos, incluindo um intérprete somali-americano, durante um raide em Barii. Quatro a oito militantes do al-Shabaab foram mortos durante a operação. Seria a primeira vez que um militar estadunidense morreria em combate na Somália desde 1993.
Em 5 de julho, um ataque de autodefesa a 300 milhas a sudoeste de Mogadíscio matou treze militantes do al-Shabaab e feriu outros dez. O ataque ocorreu depois que uma base militar somali foi atacada.
No mesmo mês, em 29 de julho, um bombardeio cinético matou um comandante do al-Shabaab posteriormente identificado como Ali Muhammad no sul da Somália.
Entre 16 a 17 de agosto, três ataques defensivos mataram sete militantes do al-Shabaab a 200 milhas a sudoeste de Mogadíscio. Os ataques foram decididos depois que as forças especiais dos Estados Unidos e da Somália foram alvejadas durante uma operação antiterrorista. Relatórios afirmam que sete civis foram mortos por aviões de guerra em Jilib. O AFRICOM negou as acusações e chamou os relatos de "não confiáveis".
Em 25 de agosto, comandos dos Estados Unidos e da Somália mataram dez civis desarmados, incluindo três crianças e uma mulher durante um raide. O Exército Somali admitiu ter matado os civis por engano. O Comando da África negou as alegações de baixas, afirmando que apenas combatentes inimigos foram mortos durante a operação.
Em 21 de novembro, um ataque aéreo visando um campo de treinamento do al-Shabaab matou mais de 100 militantes a 125 milhas a noroeste de Mogadíscio.
Em 27 de dezembro, outro ataque aéreo matou quatro militantes do al-Shabaab e destruiu um dispositivo explosivo improvisado transportado por um veículo, a 25 quilômetros a oeste de Mogadíscio.

### 2018
As forças dos Estados Unidos realizaram 47 ataques aéreos na Somália no ano de 2018, matando entre 326 e 338 pessoas.
Em 1 de abril, um ataque aéreo perto de El Burr matou quatro militantes do al-Shabaab e dois civis. Seria a primeira vez que o Exército dos Estados Unidos reconheceria as mortes de civis na Somália.
Em 8 de junho, um soldado dos Estados Unidos foi morto, quatro feridos e uma força parceira ferida em um ataque com morteiros pelo al-Shabaab em Jubaland. 
Em 12 de outubro, um ataque aéreo em Harardere matou cerca de 60 militantes do al-Shabaab. Foi o maior ataque na Somália desde novembro de 2017.
Em 19 de novembro, dois ataques aéreos mataram 37 militantes do al-Shabaab e destruíram um campo de treinamento em Debatscile. Dois dias depois, em 21 de novembro, outro ataque aéreo em Harardhere matou seis militantes do al-Shabaab. Um segundo ataque destruiria um esconderijo de armas do grupo jihadista na mesma cidade.
Em 15 de dezembro, quatro ataques aéreos em Gondershe visando um acampamento e veículos do al-Shabaab mataram 34 militantes. No dia seguinte, dois ataques aéreos no mesmo local provocam a morte de 28 militantes do grupo jihadista.
Em 19 de dezembro, dois ataques aéreos em Beled Amin mataram onze militantes do al-Shabaab.

### 2020
Em fevereiro um ataque aéreo estadunidense matou Bashir Mohamed Mahamoud, também conhecido pelo pseudônimo de Bashir Qorgab, que era comandante militar do al-Shabaab em 22 de fevereiro em Saakow, região do Médio Juba. O Rewards for Justice ofereceria uma recompensa de $ 5 milhões por informações que o levassem à justiça desde 2008.
Outro ataque aéreo matou um funcionário das telecomunicações Hormuud Telecom. Foi dirigido a al-Shabaab em Jilib, Médio Juba.
Em março um comunicado de imprensa do Comando dos Estados Unidos para a África indicou que um ataque aéreo foi realizado perto de Janaale que matou cinco terroristas sem nenhuma vítima civil. No entanto, uma rede de noticias conversou com residentes locais que indicaram que um menino de 13 anos e um homem idoso incapacitado foram mortos no ataque, em que um míssil atingiu um microônibus. Um membro do Parlamento da Somália, Mahad Dore, confirmou o ataque e que civis foram mortos. Depois que a Anistia Internacional acusou os militares estadunidenses de não prestar contas às vítimas civis de ataques aéreos, o comandante do Africom anunciou em 31 de março que relatórios trimestrais detalhando as alegações de morte de civis seriam incluídos no futuro, juntamente com o andamento da investigação dessas reivindicações. Um porta-voz do Airwars respondeu dizendo que os militares conduzem investigações pós-ataque aereas com poucas avaliações terrestres.
A partir de abril de 2020, as forças estadunidenses realizaram 32 ataques aéreos na Somália.
Nesse mês, um ataque aéreo dos Estados Unidos matou três extremistas, incluindo um líder sênior, Yusuf Jiis na região da Bay (Somália), em 2 de abril. Outro ataque aéreo matou cinco membros do al-Shabab perto de Jilib em 6 de abril.
Em agosto, as autoridades somalis mencionaram que um ataque de drone estadunidense matou um membro do alto escalão da al-Shabab, Abdel Kader Othman, perto da cidade de Kurtunwarey no sudoeste.
No dia 7 de setembro, um conselheiro militar estadunidense foi ferido e três pessoas das forças especiais somalis foram mortas durante um ataque de morteiro transportado por veículo da al-Shabab contra uma força parceira dos Estados Unidos e da Somália nas proximidades de Jana Cabdalle.
Em dezembro o presidente Donald Trump ordenou que o Departamento de Defesa removesse a maioria das 700 tropas militares estadunidenses presentes na Somália.

### 2021
Em 17 de janeiro, o Comando dos Estados Unidos na África afirma que ter concluído a retirada de suas tropas da Somália.
No dia 19 do mesmo mês, ataques aéreos em Jamaame e Deb Scinnele (distrito de Wanlaweyn) mataram três militantes do al-Shabaab
Em 20 de julho, os Estados Unidos realizaram seu primeiro ataque aéreo na Somália sob a administração de Biden contra militantes do al-Shabaab perto de Galkayo.
Três dias depois, os militares estadunidenses conduziram outro ataque aéreo contra militantes do al-Shabaab perto de Galmudug.
Em 1 de agosto, os estadunidenses conduziram um ataque aéreo nas proximidades de Qeycad (distrito de Harardhere) contra militantes do al-Shabaab que estavam enfrentando membros do Brigada Danab.
Em 24 do mesmo mês, o Comando dos Estados Unidos na África realizou um ataque aéreo contra combatentes do al-Shabaab engajados em combate ativo com as forças somalis.

### 2022
Entre os dias 23 e 24 de fevereiro o Comando dos Estados Unidos na África realizou um ataque aéreo contra terroristas do al-Shabaab depois que eles atacaram as forças somalis em um local remoto perto de Duduble (Distrito de Wanlaweyn).
Em 17 de maio, o presidente Biden aprovou o pedido do Pentágono para redistribuir tropas estadunidenses na Somália. Foi informado que "menos de 500" tropas serão enviadas de volta ao país.
Em 17 de julho, o Comando dos Estados Unidos na África conduziu um ataque aéreo contra terroristas do al-Shabaab, matando dois, depois que "atacaram forças parceiras em um local remoto perto de Libikus, na Somália".
Em 9 de agosto, foi realizado um ataque aéreo contra terroristas do al-Shabaab que "atacaram as Forças do Exército Nacional da Somália perto de Beledweyne, Somália". Dias depois, em 14 de agosto, o Comando dos Estados Unidos na África realizou um ataque aéreo contra terroristas do al-Shabaab perto de Teedaan para apoiar as tropas somalis que realizavam operações militares contra o Al Shabaab na região de Hiran, matando 13 combatentes do Al Shabaab. Logo depois foi relatado que o Exército Nacional da Somália capturou com sucesso a maior base do Al Shabaab, localizada na região.
Um ataque aéreo perto de Buulobarde, em 18 de setembro, matou 27 terroristas do al-Shabaab que atacavam as forças do Exército Nacional da Somália. Os ataques defensivos permitiram que as forças do Exército Nacional da Somália e da Missão de Transição da União Africana na Somália recuperassem a iniciativa e continuassem a operação para interromper o al-Shabaab na região de Hiraan, no centro da Somália. Esta operação contra o al-Shabaab foi relatada como a maior operação ofensiva combinada entre os somalis e a MTUAS em cinco anos.
Em 1 de outubro ocorre um ataque de drones perto da cidade costeira de Haramka, localizada perto de Jilib. O ataque mata o dirigente superior  do al-Shabaab, Abdullah Yare.  Antes de sua morte, Yare tinha uma recompensa de US$ 3 milhões; ele também estava na linha de sucessão do líder doente do al-Shabaab, Ahmed Diriye.
No mesmo mês, em 26 de outubro, outro ataque aéreo estadunidense mata dois jihadistas do al-Shabaab em Buloburde, Hiran; eles estariam atacando soldados somalis.

### 2023
Em 26 de janeiro, uma incursão militar estadunidense no norte da Somália matou Bilal al-Sudani, um influente membro do Estado Islâmico, e outros dez insurgentes. Nenhuma baixa militar dos Estados Unidos foi relatada na operação, que foi ordenada pelo presidente Joe Biden.